# 喬赫尼亞科塔山 (拉雷卡哈省)
15°44′33″S 68°34′50″W / 15.74250°S 68.58056°W
喬赫尼亞科塔山（Ch'uxña Quta），是玻利維亞的山峰，位於該國西部拉巴斯省的拉雷卡哈省，處於丘丘山和丘丘阿帕切塔山東南面，屬於安第斯山脈的一部分，海拔高度4,907米。